# 30 St Mary Axe
Pour les articles homonymes, voir Gherkin.
Le 30 St Mary Axe (ou Swiss Re Building) est une construction située rue St Mary Axe dans le quartier d’affaires de la City de Londres en Angleterre. En référence à sa forme, les Londoniens ont pris l'habitude de l'appeler the Gherkin (le « cornichon »).

## Histoire
Le bâtiment se trouve sur l'ancien site du bâtiment Baltic Exchange, le siège d'un marché mondial pour les ventes de navires et d'information maritime. Le 10 avril 1992, l'IRA provisoire fait exploser une bombe près de la Bourse, endommageant gravement le bâtiment historique de la Bourse et les structures voisines.
Le bâtiment a reçu l'Emporis Skyscraper Award 2003 récompensant le gratte-ciel le plus remarquable de l'année 2003 ainsi que de nombreuses autres récompenses telles que le Stirling Prize et le London Region Award dues à son design et son économie d'énergie.
Le complexe de façades isolantes en verre a été fabriqué par la société Schmidlin-TSK AG de Aesch en Suisse alémanique, dans le canton de Bâle Campagne et a nécessité deux années de travaux au sein de cette entreprise.
Les essais en soufflerie ont été élaborés par cette même entreprise.
Il a été ouvert le 28 avril 2004 et a été conçu par le cabinet d’architectes de Norman Foster pour Swiss Re. Il est le premier gratte-ciel construit dans le quartier depuis les années 1970 et était la plus haute construction immobilière de la ville avant la construction de la tour The Shard. Ses concepteurs revendiquent le titre de premier gratte-ciel écologique du Royaume-Uni.
En novembre 2014, il est racheté au groupe immobilier allemand IVG Immobilien, qui l'avait acquis en 2007 par le groupe Safra pour 726 millions de livres sterling.

## Architecture

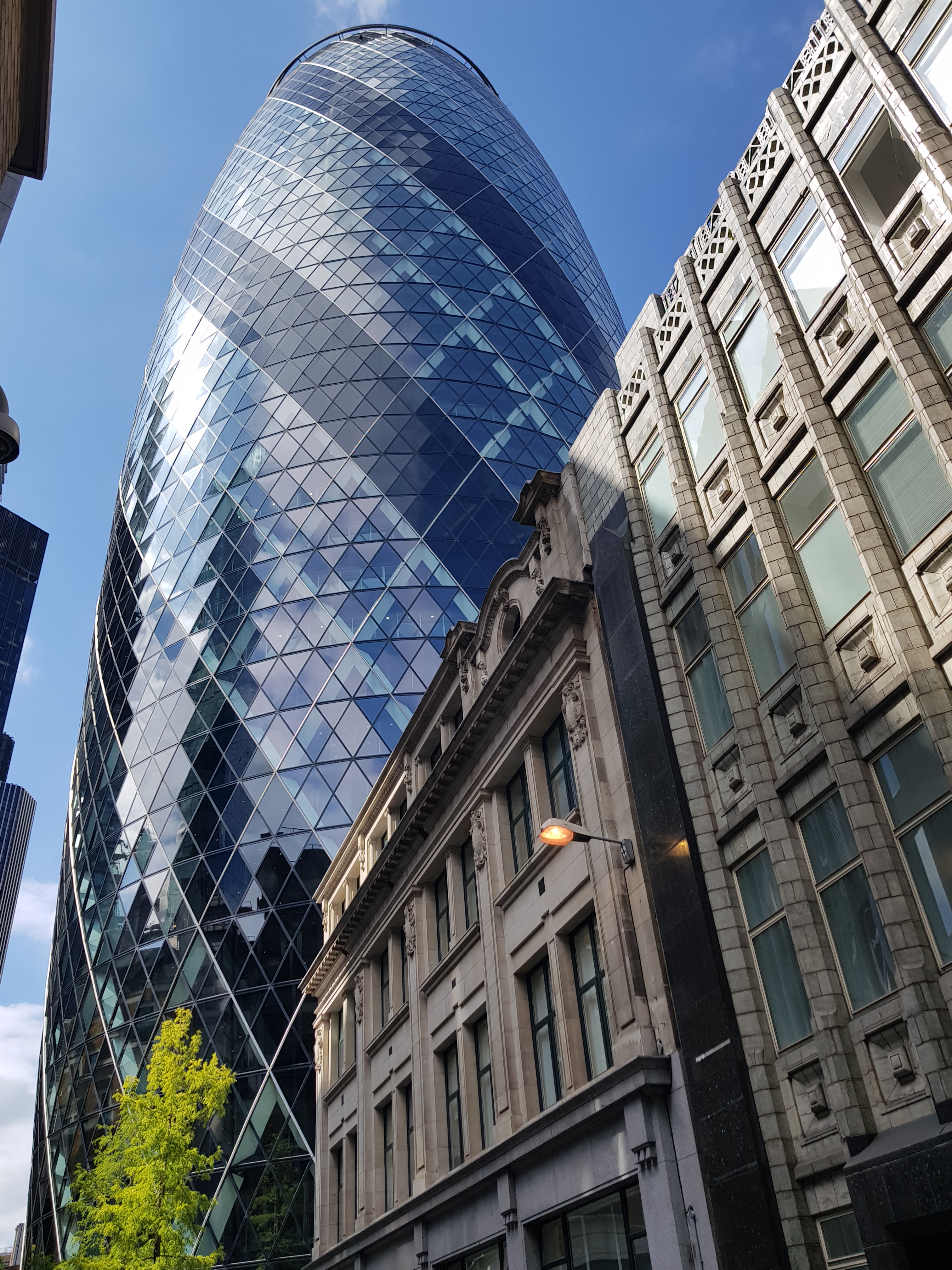
Le « cornichon ».

À l’intérieur, les étages sont organisés en étoile à six branches pour que l’ensemble des locaux bénéficie de la lumière extérieure.
Haut de 180 mètres et de 41 étages, sa forme aérodynamique permet d’utiliser le vent dans le système de ventilation de l’immeuble, été comme hiver ; cette forme emploie des alvéoles, une structure de façade en spirale et la forme d’un cornichon (gherkin). Entre 12 et 25 °C et avec un vent modéré, des stations météo gèrent l’ouverture des fenêtres. Si la température varie en dessous ou au-dessus de ces températures, la ventilation naturelle est complétée par le chauffage ou le rafraîchissement de l’air.
Le système de ventilation et l’organisation interne des locaux permettent des économies d’énergie. L’idée d’en faire un immeuble respectant l’environnement aboutit également à la quasi-absence de parcs de stationnement auto (18 places) au profit d’un grand parc pour vélos. Ceci incite les employés des entreprises installées dans le gratte-ciel à utiliser les transports en commun ou le vélo ; ce qui renforce la politique de limitation de la circulation automobile mise en place par la municipalité dans le centre de Londres sous la forme d’un péage.
Le projet illustre l'expérience de Norman Foster en matière d'édifice en hauteur, à énergie renouvelable, dans le sillage de la Commerzbank Tower de Francfort.

### Locataires
Depuis janvier 2015, les occupants actuels du bâtiment sont les suivants:
- Standard Life
- Regus
- ION Trading
- Kirkland & Ellis
- Hunton Andrews Kurth (en)
- Falcon Group
- Swiss Re
- Lab49
- Algotechs
- Webscaparate UK

Des commerces et des restaurants tels que The Sterling et Bridge's Newsagent se trouvent également dans ce bâtiment.